# Эдмундс (округ)
Округ Эдмундс (англ. Edmunds County) располагается в штате Южная Дакота, США. Официально образован в 1873 году. По состоянию на 2010 год, численность населения составляла 4071 человек.

## География
По данным Бюро переписи США, общая площадь округа равняется 2 981 км2, из которых 2967 км2 суша и 14 км2 или 0,480 % это водоёмы.

## Население
По данным переписи населения 2000 года в округе проживает 4 367 жителей в составе 1 681 домашних хозяйств и 1 210 семей. Плотность населения составляет 1,00 человек на км2. На территории округа насчитывается 2 022 жилых строений, при плотности застройки около 1,00-го строения на км2. Расовый состав населения: белые — 99,20 %, афроамериканцы — 0,07 %, коренные американцы (индейцы) — 0,25 %, азиаты — 0,09 %, гавайцы — 0,02 %, представители других рас — 0,05 %, представители двух или более рас — 0,32 %. Испаноязычные составляли 0,48 % населения независимо от расы.
В составе 31,50 % из общего числа домашних хозяйств проживают дети в возрасте до 18 лет, 64,90 % домашних хозяйств представляют собой супружеские пары проживающие вместе, 4,80 % домашних хозяйств представляют собой одиноких женщин без супруга, 28,00 % домашних хозяйств не имеют отношения к семьям, 25,60 % домашних хозяйств состоят из одного человека, 15,00 % домашних хозяйств состоят из престарелых (65 лет и старше), проживающих в одиночестве. Средний размер домашнего хозяйства составляет 2,52 человека, и средний размер семьи 3,04 человека.
Возрастной состав округа: 26,70 % моложе 18 лет, 5,10 % от 18 до 24, 23,30 % от 25 до 44, 22,70 % от 45 до 64 и 22,70 % от 65 и старше. Средний возраст жителя округа 42 года. На каждые 100 женщин приходится 97,20 мужчин. На каждые 100 женщин старше 18 лет приходится 94,30 мужчин.
Средний доход на домохозяйство в округе составлял 32 205 USD, на семью — 37 174 USD. Среднестатистический заработок мужчины был 26 609 USD против 18 080 USD для женщины. Доход на душу населения составлял 16 149 USD. Около 10,40 % семей и 13,80 % общего населения находились ниже черты бедности, в том числе — 16,80 % молодежи (тех, кому ещё не исполнилось 18 лет) и 14,00 % тех, кому было уже больше 65 лет.